# Franciszek Bronikowski
Franciszek Bronikowski   (Bydgoszcz, 25 de febrer de 1907 - Milanówek, 1 de desembre de 1964) fou un remer polonès que va competir durant les dècades de 1920 i 1930. Fou l'avi del també remer Adam Bronikowski.
El 1928 va prendre part en els Jocs Olímpics d'Amsterdam, on guanyà la medalla de bronze en la prova del quatre amb timoner del programa de rem. Formà equip amb Edmund Jankowski, Leon Birkholc, Bernard Ormanowski i el timoner Bolesław Drewek.
En el seu palmarès també destaquen dues medalles de bronze al Campionat d'Europa de rem, el 1926 i 1929.